# Hande Kazanova
Zişan Hande Kazanova (* 25. September 1973 in Izmir) ist eine türkische Schauspielerin.

## Leben und Karriere
Kazanova wurde am 25. September 1973 in Izmir geboren. Sie besuchte die Alaybey Ortaokulu und später das İzmir Fatih Koleji. 1992 studierte sie an der Universität Istanbul. Ihr Debüt gab sie 1992 in der Fernsehserie Mahallenin Muhtarları. 
Anschließend wurde sie 2002 für die Serie Aşkına Eşkiya gecastet. Von 2003 bis 2005 spielte sie in der Serie Tal der Wölfe die Hauptrolle. Später trat Kazanova 2010 in Geniş Aile auf. Unter anderem bekam sie 2013 in Galip Derviş eine Nebenrolle.

## Filmografie
Serien
- 1992: Mahallenin Muhtarları
- 1996: Şeytanın Kurbanları
- 2001: Cinlere Perilere
- 2001: Aşkına Eşkiya
- 2002: Tatlı Hayat
- 2003–2005: Tal der Wölfe
- 2006: Yanık Koza
- 2008: Sıfır Nokta
- 2008: Servet Avcısı
- 2008: Karamel
- 2010: Geniş Aile
- 2013: Galip Derviş